# True Colours (album de Split Enz)
Pour les articles homonymes, voir True Colors.
Albums de Split Enz
The Beginning of the Enz (en)
(1979) Beginning of the Enz (en)
(1980)
True Colours est le sixième album du groupe de new wave Split Enz, sorti en 1980.

## Liste des titres

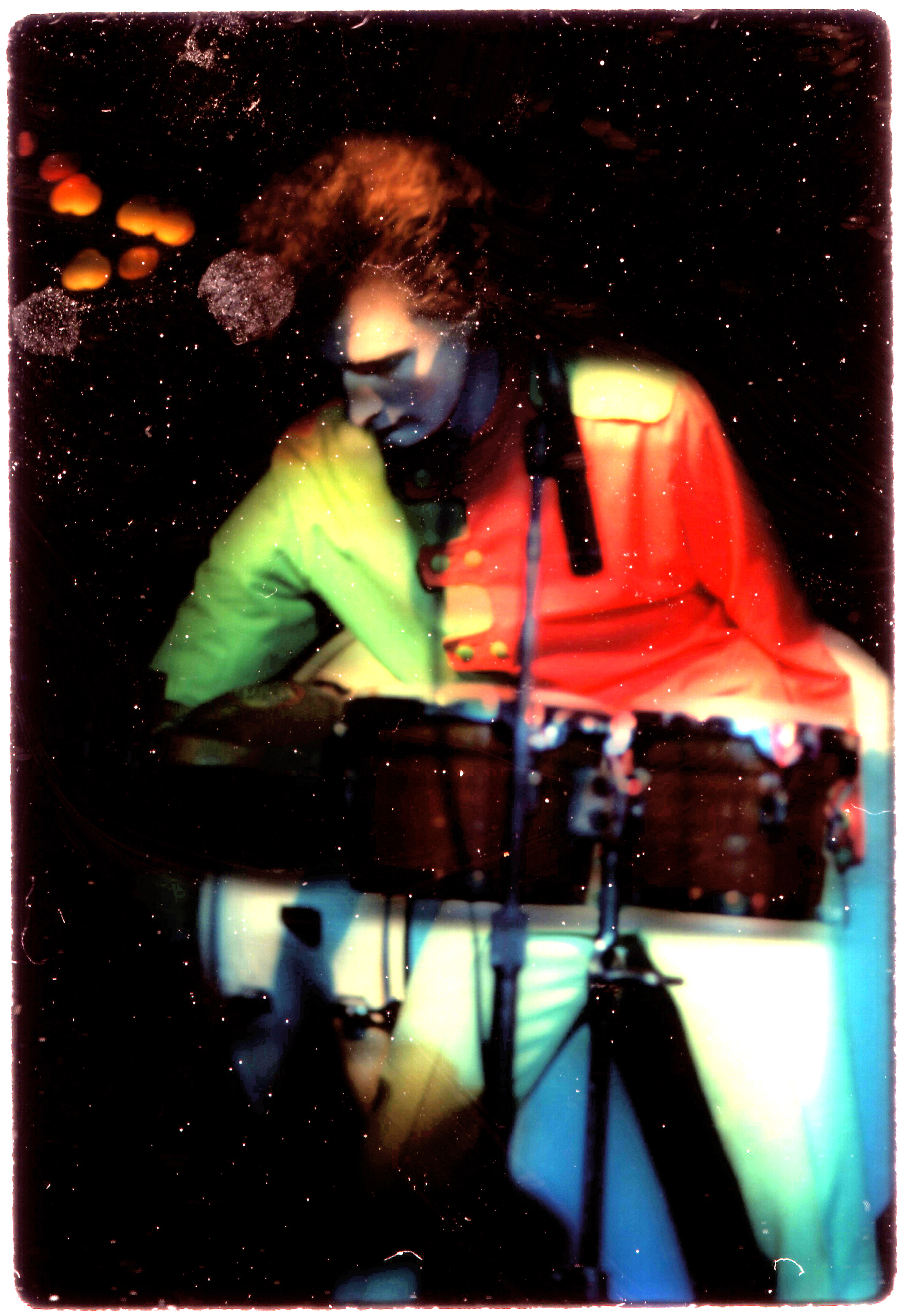
Couverture de l'album.

Toutes les chansons sont écrites et composées par Tim Finn (en), sauf indication contraire.
| 1. | Shark Attack                |                   | 2:52 |
| 2. | I Got You (en)              | Neil Finn         | 3:24 |
| 3. | What's The Matter With You  | Neil Finn         | 3:02 |
| 4. | Double Happy (instrumental) | Eddie Rayner (en) | 3:15 |
| 5. | I Wouldn't Dream Of It      |                   | 3:14 |
| 6. | I Hope I Never (en)         |                   | 3:24 |

| 7.  | Nobody Takes Me Seriously     |                                                                                             | 3:32 |
| 8.  | Missing Person                | Neil Finn                                                                                   | 3:32 |
| 9.  | Poor Boy (en)                 |                                                                                             | 3:19 |
| 10. | How Can I Resist Her          |                                                                                             | 3:26 |
| 11. | The Choral Sea (instrumental) | Tim Finn, Neil Finn, Eddie Rayner, Noel Crombie (en), Malcolm Green (en), Nigel Griggs (en) | 4:29 |